# Arnaldo Mariotti
Arnaldo Mariotti (Cappelle sul Tavo, 8 febbraio 1947) è un politico italiano.

## Biografia
Politicamente impegnato prima nel Partito Comunista Italiano e poi nel Partito Democratico della Sinistra, è stato sindaco di San Salvo nel corso dell'anno 1986, nel biennio 1988-1989 e dal 1994 al 2002.
Alle elezioni politiche del 2001 venne eletto deputato con la lista Paese Nuovo collegata ai Democratici di Sinistra e nella XIV legislatura fu membro della V Commissione bilancio, tesoro e programmazione, terminando il proprio mandato parlamentare nel 2006.
Successivamente aderì al Partito Democratico, con il quale venne nuovamente eletto consigliere comunale a San Salvo nel 2012, restando in carica fino al 2017.